# Minhwa

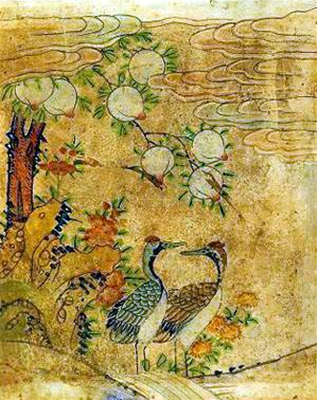
Ssanghak pandodo, dosłownie: "obraz z dwoma żurawiami i brzoskwiniami w Sungyeong", raj koreańskiego taoizmu

Minhwa – koreańskie malowidła ludowe.
Sztuka malowania minhwa ma rodowód XVII-wieczny, w czasach panowania Japończyków w Korei podupadła, swój renesans przeżywa począwszy od lat 80. XX wieku.

## Rodzaje
Istnieją trzy rodzaje minhwy:
- dekoracyjne (dekoracja wnętrz),
- magiczne (odstraszające złe duchy - pełnią rolę amuletów chroniących posiadacza od złego),
- okolicznościowe.

## Tematyka
Tematyka przedstawień obejmuje:
- kwiaty i ptaki,
- peonie,
- lotosy,
- smoki,
- sroki i tygrysy,
- skóry tygrysie,
- ryby i kraby,
- pejzaże,
- sceny polowań,
- zabawy stu chłopów,
- cykl życia,
- dziesięć symboli długowieczności,
- pokój uczonego,
- bóstawa szamańskie.

## Galeria

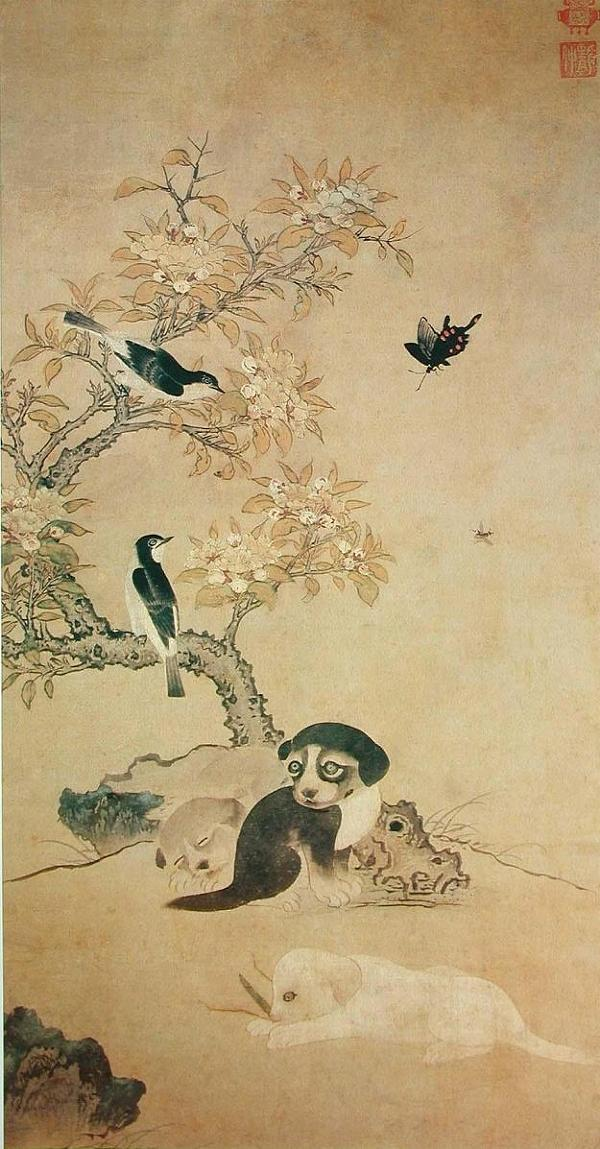
Hwanjogujado
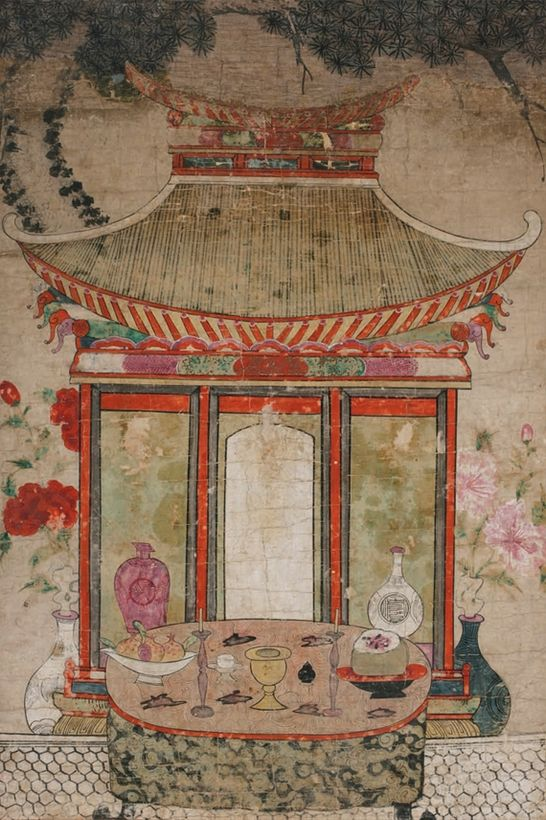
Gammo yeojaedo (감모여제도 感慕如在圖)
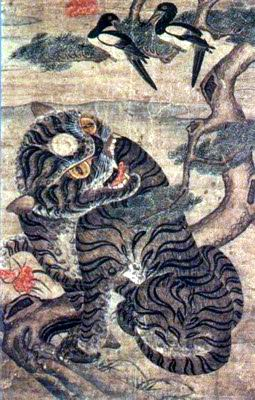
Sroka i tygrys
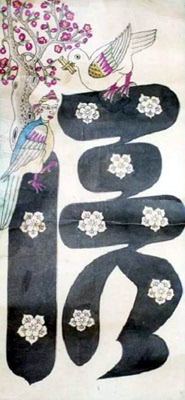
(信)
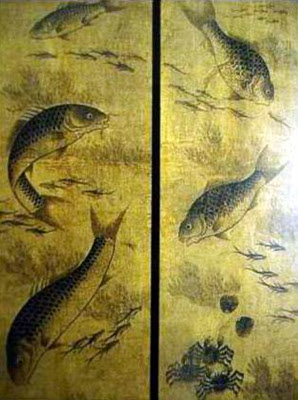
Eohado (ryby i kraby)
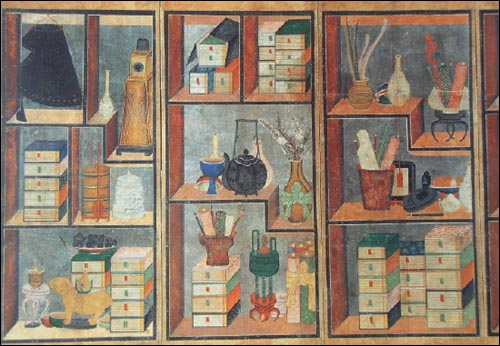
Chaekgeoli
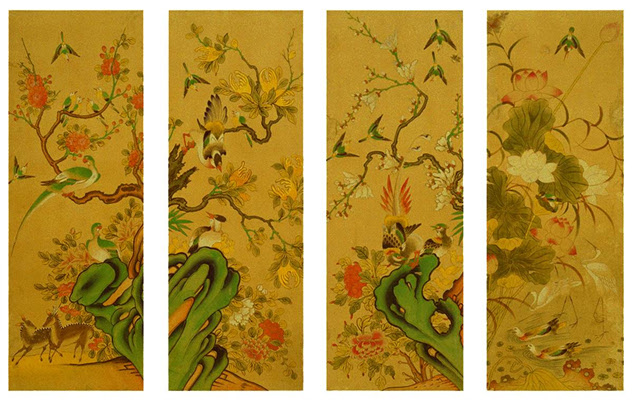
Hwajodo (kwiaty i ptaki)
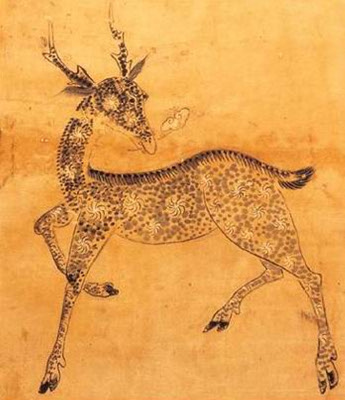
Jangsaeng hwarakdo